# Rollshausen
Rollshausen er en by og kommune i det centrale Tyskland, beliggende under Landkreis Göttingen, i den sydlige del af delstaten Niedersachsen. Kommunen, der har knap 850 indbyggere, er en del af amtet (samtgemeinde) Gieboldehausen.

## Geografi
Kommunen Rollshausen er beliggende i det historiske landskab Eichsfeld (Untereichsfeld) og består af landsbyerne Rollshausen og Germershausen. Den ligger mellem Hellberg og Warteberg og gennemløbes af floden Hahle (biflod til Rhume → Leine).